# الموتى السائرون: القسم
الموتى السائرون: تخزين بارد (بالإنجليزية: The Walking Dead: The Oath) مُسلسل ويب من ثلاثة أجزاء مبني على قصة المسلسل التلفزيوني الموتى السائرون. عرض في 1 أكتوبر، 2013، على موقع شبكة «AMC» الرسمي على الإنترنت. يتابع المسلسل قصة باب الكافتيريا المغلقة والتي كتب عليها «لاتفتح» في الحلقة الأولى عندما أستيقظ ريك في المستشفى.

## الممثلين والشخصيات
- آشلي بيل بدور كارينا (3 حلقات)
- وايت راسل بدور بول (3 حلقات)
- إيلين غرين بدور الدكتور. غايل ماكونز (2 حلقتان)
- روث ويلهويت بدور أحد الموتى السائرون (1 حلقة)

## طاقم الإنتاج
- غريغ نيكوتيرو (مخرج)
- لوك باسمور (كاتب)
- بيتر بارنيت (منتجة)

## الحلقات
طالع أيضاً: قائمة حلقات الموتى السائرون
| التسلسل | عنوان الحلقة "بالإنجليزية" | إخراج         | كتابة                     | تاريخ العرض   | مدة العرض (دقائق) |
| ------- | -------------------------- | ------------- | ------------------------- | ------------- | ----------------- |
| 1       | «Alone»                    | غريغ نيكوتيرو | غريغ نيكوتيرو ولوك باسمور | 1 أكتوبر 2013 | 8:14              |
| 2       | «Choice»                   | غريغ نيكوتيرو | غريغ نيكوتيرو ولوك باسمور | 1 أكتوبر 2013 | 7:26              |
| 3       | «Bond»                     | غريغ نيكوتيرو | غريغ نيكوتيرو ولوك باسمور | 1 أكتوبر 2013 | 10:38             |

## وصلات خارجية
- الموقع الرسمي
- الموتى السائرون: القسم على موقع IMDb (الإنجليزية)
- الموتى السائرون: القسم على موقع كينوبويسك (الروسية)